# 上杉朝宗
上杉 朝宗（うえすぎ ともむね）は、南北朝時代から室町時代前期にかけての武将・守護大名。室町幕府関東管領、上総国・武蔵国守護。犬懸上杉家3代当主。

## 生涯
上杉憲藤の子として誕生。延元3年/建武5年（1338年）、父・憲藤が戦死した時は幼少であったため、兄・朝房と共に家臣の石川覚道に養育された。 上杉憲顕の復権に伴い、兄と共に鎌倉府に出仕し、正平20年/貞治4年（1365年）から天授2年/永和2年（1376年）まで上総守護に補任され、応安3年（1370年）に関東管領であった兄の隠遁によって家督を譲られて犬懸上杉家の当主となった。
兄の隠遁後、関東管領は山内上杉家が占めていたが、朝宗は常に関東管領に次ぐ地位に置かれ、また2代鎌倉公方・足利氏満からの信任が厚く、氏満が師事していた義堂周信との連絡役を務め、時には氏満が朝宗だけを連れて周信に会っていた事が知られている。小山義政の乱では関東管領・上杉憲方と共に討伐軍の大将を務め、それに続く小田氏の乱でも大将を務めた。
上杉憲方父子の急逝によって関東管領の地位が空白になると、鎌倉府の長老である朝宗がその後任となり、応永2年（1395年）3月に関東管領に就任、同時に武蔵守護にも任じられた。
応永6年（1399年）、応永の乱で大内義弘に共謀して3代鎌倉公方・足利満兼が呼応して挙兵しようとした時はこれを諌めたため、満兼は出兵が大幅に遅れ、義弘は3代将軍足利義満に討たれることとなったと言われている。応永12年（1405年）9月、関東管領を辞任。応永16年（1409年）、満兼の死を契機に剃髪して禅助と号し、上総に隠退、家督も子・氏憲（禅秀）に譲った。晩年は氏憲の支えを受けたとはいえ、彼一代で犬懸上杉家の勢力を関東全域に広げ、山内上杉家と肩に並べるに至ったとされる。
応永21年（1414年）8月25日、死去。享年78。生年には異説が多く、建武元年（1334年）、父の死後の延元4年/暦応2年（1339年）出生とも言われている。